# Ласситер, Джеймс
Джеймс Ласситер (англ. James Lassiter) — американский кинопродюсер.

## Карьера
Ласситер окончил университет Майами и Темпльский университет, где он был другом Джеффри «Джеззи Джеффа» Таунса. Таунс состоял в дуэте с Уиллом Смитом, который в то время выступал как музыкант. Ласситер познакомился со Смитом через Таунса, и позже стал менеджером Смита. Они работали вместе двадцать лет. Ласситер работал и с другими компаниями, включая «Handprint and The Firm», но вернулся, чтобы быть бизнес-партнёром Уилла Смита. Ласситер и Смит основали производственную компанию «Overbook», которая создала такие фильмы как «Правила съёма: Метод Хитча» и «Вне закона». Хотя Overbook имела контракт с Universal Pictures на продюсирование фильмов, ни один фильм выпущен не был, и компания перешла в собственность Sony.

## Фильмография
| Год  | Фильм                      | Оригинальное название    | Указан                  |
| ---- | -------------------------- | ------------------------ | ----------------------- |
| 2001 | Али                        | Ali                      | продюсер                |
| 2002 | Шоу начинается             | Showtime                 | продюсер                |
| 2004 | Я, робот                   | I, Robot                 | исполнительный продюсер |
| 2004 | Спасая лицо                | Saving Face              | продюсер                |
| 2005 | Правила съёма: Метод Хитча | Hitch                    | продюсер                |
| 2006 | В погоне за счастьем       | The Pursuit of Happyness | продюсер                |
| 2007 | Я — легенда                | I Am Legend              | продюсер                |
| 2008 | Хэнкок                     | Hancock                  | продюсер                |
| 2008 | Добро пожаловать в Лэйквью | Lakeview Terrace         | продюсер                |
| 2008 | Тайная жизнь пчёл          | The Secret Life of Bees  | продюсер                |
| 2008 | Семь жизней                | Seven Pounds             | продюсер                |
| 2012 | Значит, война              | This Means War           | продюсер                |
| 2013 | После нашей эры            | After Earth              | продюсер                |